# Wave Race: Blue Storm
Wave Race: Blue Storm est un jeu vidéo de course de motomarine développé par Nintendo Software Technology et édité par Nintendo. Il est sorti en 2001 au Japon et en Amérique du Nord et en 2002 en Europe. Il est la suite du jeu Wave Race 64 sur Nintendo 64.
La particularité de cette version est que la météo est très présente dans le jeu, au point d'être un paramètre essentiel du jeu. En effet, les circuits peuvent tous se jouer sous différentes météos, passant du plein soleil à une tempête déchaînée. C'est aussi en tant que stratégie que les conditions climatiques doivent être gérées; en effet, lors du championnat, la météo est connue quelques jours à l'avance et l'on peut donc tirer avantage à faire les courses dans un certain ordre.

## Système de jeu

### Modes de jeu
Il existe différents mode de jeu:
- Le mode championnat, où 4 catégories sont disponibles. Le mode "exhibition" ne comprenant qu'une course, et les modes Normal, Difficile et Expert, comprenant respectivemement 5, 6 et 7 courses. Les catégories de difficultés supérieures se gagnent en remportant la précédente.
- Le mode Time Attack, ou contre la montre. Le principe consiste à faire un tour le plus rapidement possible sur le circuit de son choix.
- Le mode figure, où il faut en un tour faire le plus de figures variées et difficiles, afin d'obtenir un maximum de points.
- Le mode multijoueur permet d'affronter d'autres amis.
- Le mode free roam permet au joueur de jouer librement seul dans la course de son choix.
- le mode tutorial enfin permet aux joueurs débutants d'apprendre la manipulation de la motomarine et de s'entraîner pour les courses.

### Personnages
- Ryota Hayami, protagoniste, homogène, idéal pour les débutants comme pour les experts. Également présent dans Wave Race 64.
- David Mariner, le plus rapide du jeu, aussi présent dans Wave Race 64.
- Akari Hayami, personnage de 1080° Snowboarding, sœur de Ryota, possède la meilleure accélération.
- Nigel Carver, le plus manœuvrable.
- Ayumi Stewart, aussi présente dans Wave Race 64.
- Rob Haywood, personnage de 1080° Snowboarding, ayant le plus de force du jeu.
- Ricky Winterborn, personnage de 1080° Snowboarding, enfant, le plus doué pour les figures.
- Serena Del Mar, jeune femme aux performances homogènes.

### Circuits
Il y a 5 circuits de bases et 3 cachés.
Les circuits de bases:
- Dolphin Park, c'est aussi le circuit de base de Wave Race 64, c'est le seul circuit qui n'est pas praticable en championnat.
- Lost Temple Lagoon, un circuit sur lagon en Asie.
- Southern Island, c'est un ancien circuit de Wave Race 64, où la marée descend à chaque tour.
- Aspen Lake, le circuit se déroule sur un lac où il faut slalomer entre les pierres.
- Ocean City Harbor, un circuit urbain se déroulant la nuit.

Les circuits cachés:
- Arctic Bay, un circuit se déroulant en arctique, que l'on gagne en finissant le mode Normal.
- La Razza Canal, un parcours dans les rues de Venise, pouvant être obtenue après le mode Difficile.
- Strongwater Keep, dernier circuit, se parcourt autour un château fort. Il est jouable après avoir remporté le mode Expert.